# Sonderbund
Sonderbund é um termo alemão que significa uma aliança especial, ou aliança particular, e que designa justamente uma aliança feita em 1845 por sete cantões conservadores e católicos: Lucerna, Uri, Schwytz, Unterwald, Zug, Fribourg e do Valais, que concluem uma associação defensiva visando sobretudo a salvar a religião católica e a soberania cantonal
A crise toma tais proporções que se transforma em 1847 numa guerra civil, a Guerra de Sonderbund.

## Sonderbund e o seu papel histórico
O Sonderbund violava, como as alianças separadas e conservadoras que a haviam precedido, o Pacto de 1815, mas a sua fundação foi uma reacção compreensível perante os actos ilegais tais como a supressão dos conventos e as expedições dos Corpos francos, e perante a passividade da Dieta nestes assuntos. Para certos radicais isto e a questão dos jesuíta foi um achado que partiam da ideia que, sem violência, a Suíça não se poderia modificar. Foi por isso que forçaram o antagonismo até à guerra civil. Os cantões do Sonderbund, por outro lado, isolaram-se eles mesmo; eles acentuaram de tal maneira o aspecto confessional do conflito que os conservadores protestantes, que tinham sem dúvida posições muito próximas no plano político, afastaram-se dele ou mantiveram-se neutros.